# Distrito de Złotów
Złotów (polaco: powiat złotowski) es un distrito (powiat) del voivodato de Gran Polonia (Polonia). Fue constituido el 1 de enero de 1999 como resultado de la reforma del gobierno local de Polonia aprobada el año anterior. Limita con otros seis distritos: al noroeste con Szczecinek, al nordeste con Człuchów, al este con Sępólno, al sur con Piła y al oeste con Wałcz y Drawsko; y está dividido en ocho municipios (gmina): uno urbano (Złotów), tres urbano-rurales (Jastrowie, Krajenka y Okonek) y cuatro rurales (Lipka, Tarnówka, Zakrzewo y Złotów). En 2011, según la Oficina Central de Estadística polaca, el distrito tenía una superficie de 1660,17 km² y una población de 68 791 habitantes.